# Białystok Starosielce

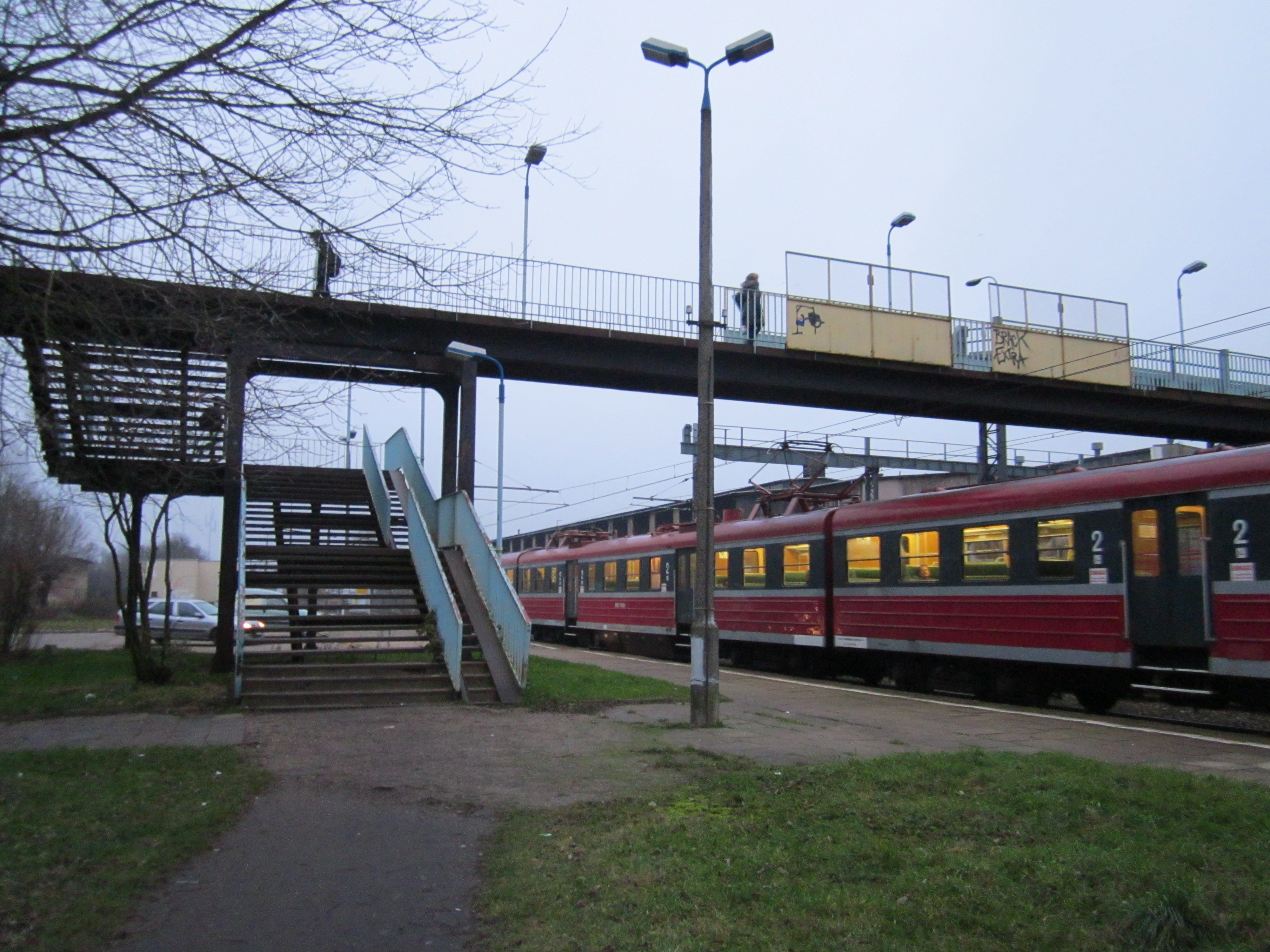
Pociąg Przewozów Regionalnych (2013)

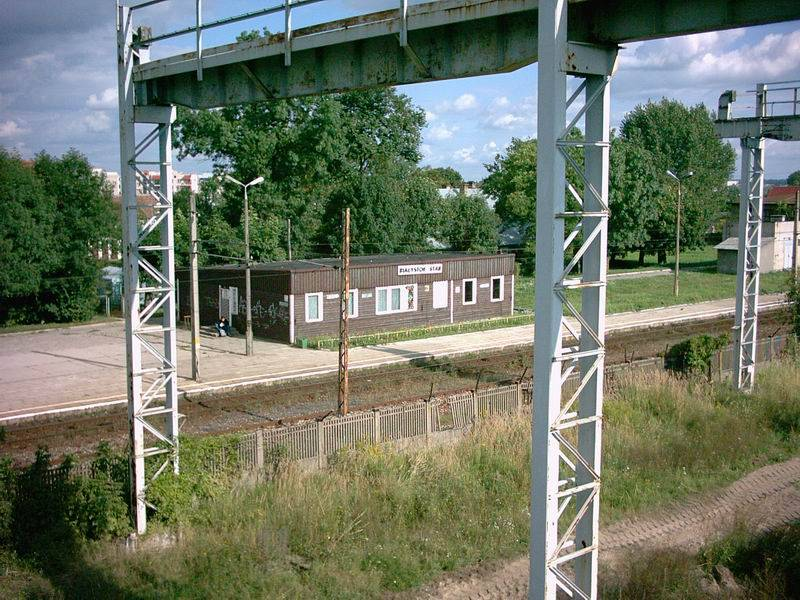
Rozebrany w 2012 r. budynek dworca (2006)

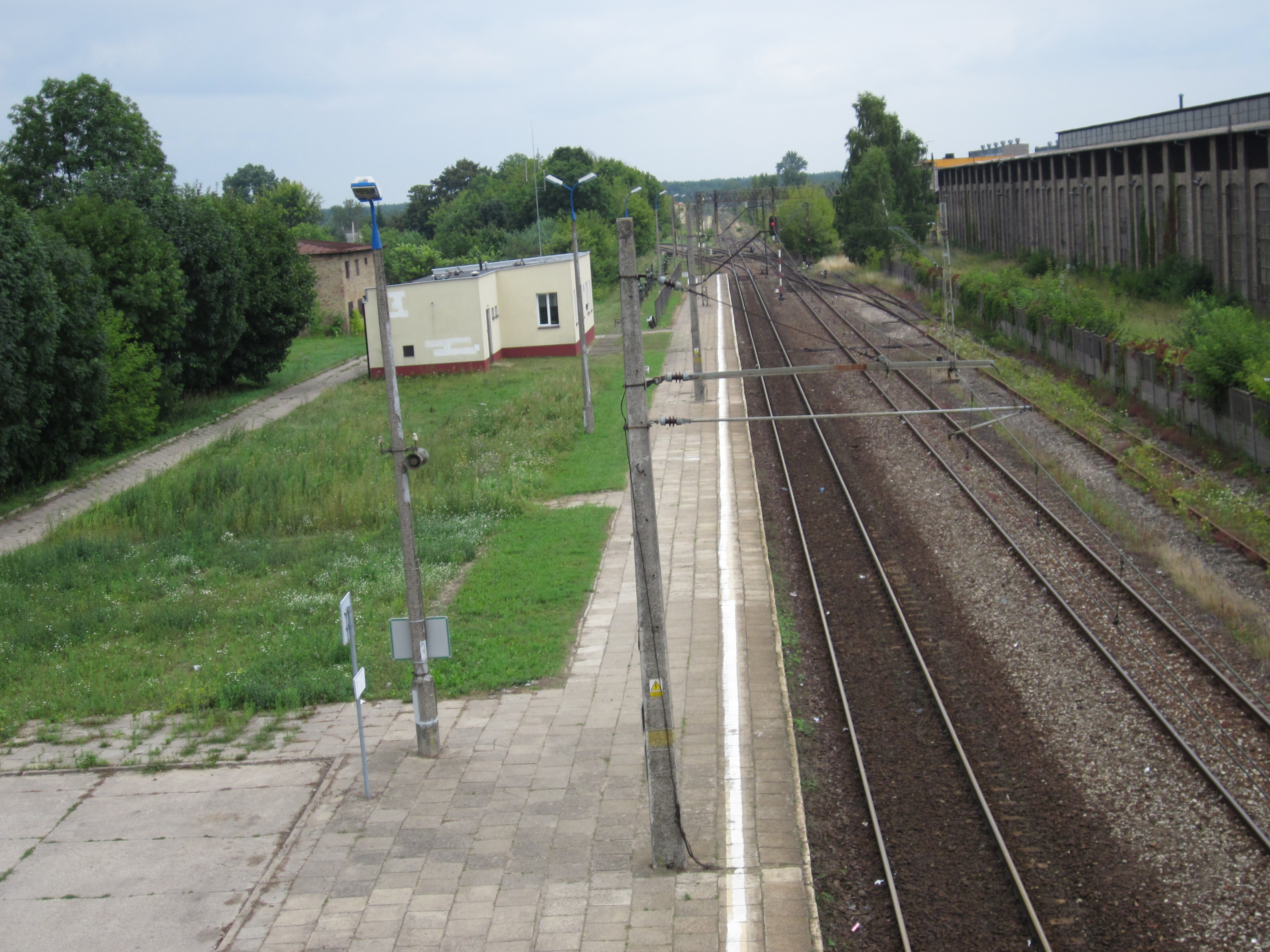
Miejsce po rozebranym dworcu oraz nastawnia dysponująca BS (2013)

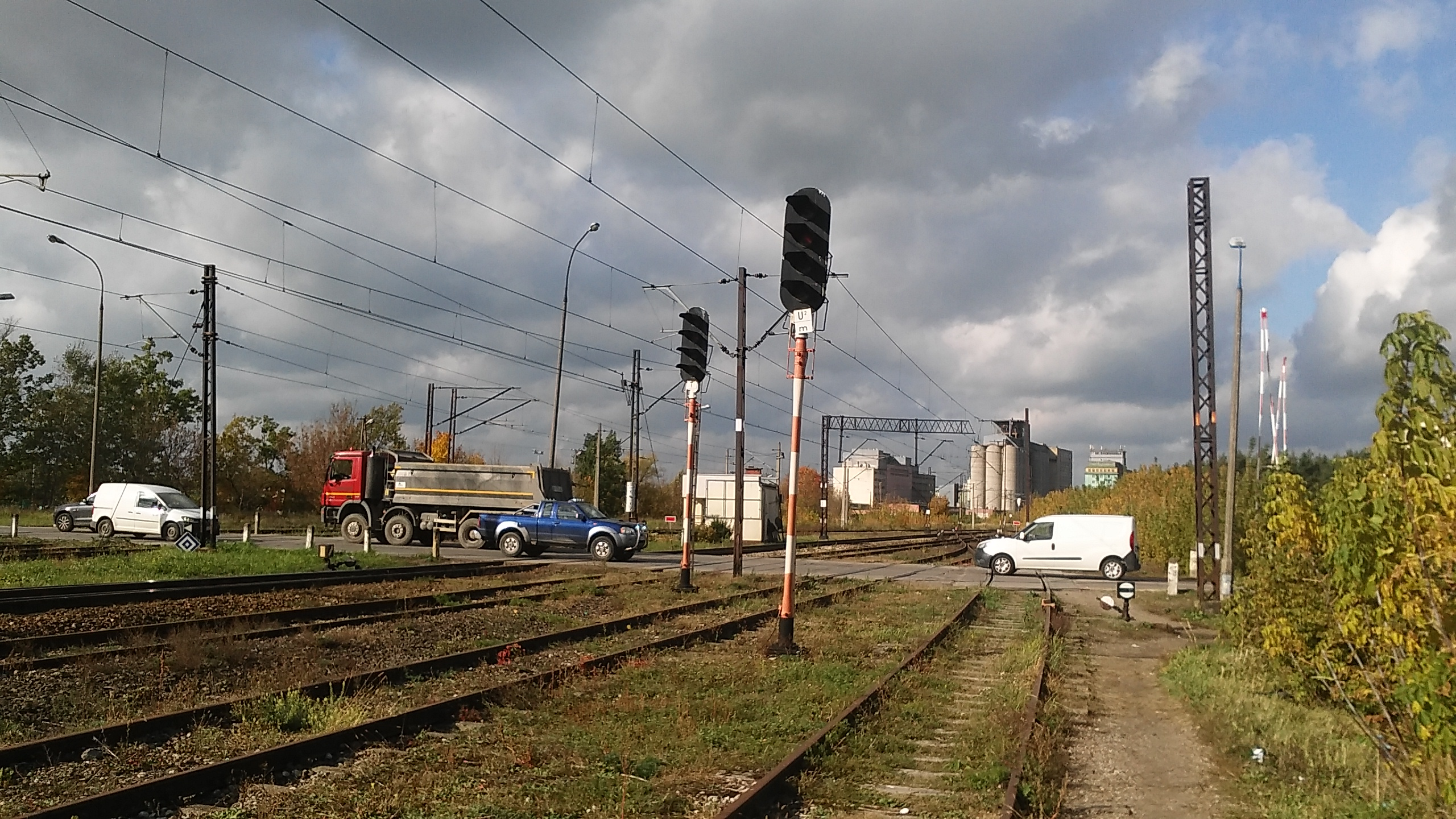
8-torowy przejazd kolejowo-drogowy przez ul. Popiełuszki oraz nastawnia wykonawcza BS 2 (2019)

Białystok Starosielce – węzłowa stacja kolejowa w Białymstoku położona na osiedlu Starosielce. Powstała w 1873 roku wraz z budową Kolei Brzesko-Grajewskiej. Drewniany budynek dworcowy został rozebrany w listopadzie 2012 r. Do dyspozycji pasażerów jest jeden niski peron boczny o długości 340 metrów.

## Ruch pasażerski
| Rok  | Wymiana pasażerska na dobę |
| ---- | -------------------------- |
| 2017 | 20-49                      |
| 2022 | 50-99                      |

Stacja obsługiwana jest przez dwie nastawnie. Ponadto stacja obsługiwana jest przez semafory świetlne oraz urządzenia mechaniczne kluczowe i scentralizowane.  Ruch pieszy zapewniony jest przez dwie kładki.

## Linie kolejowe
Przez stację przechodzą następujące linie kolejowe:
- 38 Białystok – Głomno, długość: 235,1 km; Czynna.
- 515 Białystok – Białystok Starosielce, długość: 1,915 km. Czynna.
- 516 Turczyn – Białystok Starosielce, długość: 1,916 km. Nieczynna w ruchu pasażerskim i towarowym.

Do 1960 roku istniała również linia kolejowa Białystok Południe – Białystok Starosielce,  która następnie łączyła się z linią kolejową nr 32 Czeremcha – Białystok.

## Bocznice stacyjne
Na stacji funkcjonowało kilkanaście bocznic. Zdecydowana większość jest nieprzejezdna lub częściowo rozebrana. Najdłuższa bocznica prowadziła do zakładów "Fasty", przebiega równolegle do toru linii kolejowej nr 38, a także obok mijanki i przystanku osobowego Białystok Bacieczki, gdzie na przejeździe kolejowo-drogowym została rozebrana, tym samym stając się nieprzejezdną. Od niej odchodziła również bocznica do fabryki domów "Fadom".

## Dojazd do dworca
- autobusami komunikacji miejskiej: 8, 12, N2 oraz 4 i 14 (przystanek na ul. Meksykańskiej dojście przez kładkę nad torami kolejowymi, zejście wprost na peron).

## Plany inwestycyjne
Stacja przewidziana jest do przebudowy w ramach prac na linii kolejowej E75 tzw. Rail Baltica, w ramach projektu: Prace na linii kolejowej E 75 na odcinku Białystok – Suwałki – Trakiszki (granica państwa). Planowana jest m.in. budowa drugiego peronu.

## Połączenia
Na stacji kolejowej zatrzymują się wszystkie pociągi osobowe Przewozów Regionalnych relacji Białystok – Ełk – Białystok obsługiwane elektrycznymi zespołami trakcyjnymi serii EN57 (kilka par dziennie).
Stacja objęta jest ofertą taryfową "Bilet miejski".